# Середня Деражня
Середня́ Дера́жня — село в Україні, в Звягельському районі Житомирської області. Населення становить 348 осіб.

## Історія
У 1906 році село Пишівської волості Новоград-Волинського повіту Волинської губернії. Відстань від повітового міста 24 версти, від волості 4 . Дворів 77, мешканців 452.
В 1714 році в селі побудували церкву Святого Архистратига Михаїла на кошти прихожан. З 1868 року діяла церковно-прихідська школа на 15 учнів. Власницею села була Антоніна Федорівна Уварова.
До жовтневого перевороту в Петрограді 1917 року жителі села вільно здійснювали свої релігійні обряди в різних культових закладах. Православні у своїй власній церкві, римо-католики в костелі Успіння Пресвятої Богородиці м-ка Корець, а лютерани в Євангелично-лютеранській кірхі м. Новоград-Волинська.
В період загострення сталінських репресій проти українського народу в 30-ті роки 20-го століття органами НКВС безпідставно було заарештовано і позбавлено волі на різні терміни 28 мешканців села, з яких 20 чол. розстріляно. Нині всі постраждалі від тоталітарного режиму реабілітовані і їхні імена відомі: Бридун Григорій Петрович, Бридун Петро Іванович, Гойфман Готліб Павлович, Гофман Олена Юліусовна, Дідух Григорій Васильович, Дунаєвський Дмитро Пилипович, Жовтюк Одарка Петрівна, Жовтюк Олексій Петрович, Жовтюк Сава Іванович, Жовтюк Сергій Петрович, Жовтюк Яків Васильович, Меленчук Іван Андрійович, Мельнчук Василь Іванович, Мельничук Опанас Андрійович, Мельничук Стефан Андрійович, Миськевич Григорій Трохимович, Миськевич Олексій Григорович, Миськевич Омелян Костянтинович, Миськевич Петро Григорович, Миськевич Пилип Васильович, Петришин Федір Петрович, Петришина Марія Іванівна, Поліщук Парасковія Степанівна, Решетнюк Тарас Кирилович, Рожко Захар Гаврилович, Сушко Григорій Васильович, Сушко Іван Васильович, Філончук Петро Назарович.

## Населення

### Мова
Розподіл населення за рідною мовою за даними перепису 2001 року:
| Мова       | Кількість | Відсоток |
| ---------- | --------- | -------- |
| українська | 345       | 99.14%   |
| російська  | 3         | 0.86%    |
| Усього     | 348       | 100%     |